# Parapyrenochaetaceae
Parapyrenochaetaceae is een familie van de  Ascomyceten. Het typegeslacht is Parapyrenochaeta.

## Geslachten
De familie bevat de volgende twee geslachten:
- Parapyrenochaeta
- Quixadomyces